# Эсквин (король Эссекса)
Эсквин (др.-англ. Æscwine), или Эркхенвин (др.-англ. Erchenwin) — правитель Эссекса в 547—568 годах.
В 547 году Окта напал на Эссекс и разгромил правившего там Иффи, который бежал на север, на территорию Эбрука. После на престол Эссекса был посажен Эсквин (Эркхенвин). В 568 году он и его сыновья были убиты саксом Бэдкой, который и стал следующим королём Эссекса.